# دهستان سررود جنوبی
سررود جنوبی، دهستانی است از توابع بخش مرکزی شهرستان بویراحمد در استان کهگیلویه و بویراحمد ایران.

## جمعیت
براساس سرشماری سال ۱۳۸۵ جمعیت آن ۳۱٬۵۰۳ نفر (۶٬۴۱۰ خانوار) بوده‌است.